# Hovězí lůj
Hovězí lůj je živočišný tuk získávaný z hovězího dobytka. Hlavní využití nachází jako součást krmiv a ve výrobě kosmetiky (především mýdla). Méně kvalitní hovězí lůj se využívá v průmyslu, například pro výrobu maziv. Okrajově se používá v potravinářství.

## Výroba
Hovězí lůj se vyrábí zahříváním tučných zbytků z masné výroby. Používá se buď zahřívání za sucha nebo tzv. mokrý proces, kdy je surovina vyhřívaná vodní párou. Lůj získaný mokrým procesem je obvykle čistší a výtěžek je vyšší.

## Vlastnosti
Kvalita hovězího loje silně závisí na tom, ze které části zvířete je získán. Nejměkčí lůj, s nejvyšším obsahem nenasycených tuků, pochází z podkoží. Naopak tvrdý lůj bohatý na nasycené mastné kyseliny je získáván z okolí vnitřních orgánů. Nejméně kvalitní je lůj získávaný z kostí. 
Hovězí lůj obsahuje nasycené mastné kyseliny palmitovou (23–29 %) a stearovou (20–35 %). Z nenasycených mastných kyselin obsahuje kyselinu olejovou (26–45 %) a linolovou (2–6 %). Dále obsahuje až 4 % mastných kyselin s rozvětveným řetězcem nebo lichým počtem atomů uhlíku. Má také přirozeně vysoký obsah transmastných kyselin (6–10 %), který souvisí s aktivitou bakterií v bachoru.